# Papaïchton
Papaichton – miasto i gmina w Gujanie Francuskiej (departament zamorski Francji); 5860 mieszkańców (2011).

## Położenie

Zasięg gminy Papaïchton zaznaczony na czerwono.

Miejscowość położona jest  nad brzegiem rzeki Maroni, która jest jedyną drogą dojazdową do Papaïchton. Gmina Papaïchton graniczy na zachodzie z Surinamem.